# 和優希
和 優希（かず ゆうき、10月22日 - ）は、日本の女性声優。東京都出身。ステイラック所属。

## 来歴
日本ナレーション演技研究所卒業。
以前はクレイジーボックス、アトミックモンキーに所属していた。
2022年4月にユカイナルサテライトメンバーとなり、7月より正所属。しかし、同年11月に事務所代表が急逝し、同月30日に解散が発表され、フリーとなった。
2023年4月1日をもってステイラックに所属となった。

## 人物
趣味・特技は歌・合唱（アルト）、パスタ料理、カメラ、和太鼓、武道（截拳道）、テレビゲーム、札勘。

## 出演

### テレビアニメ
2015年
- アクエリオンロゴス（母親A）
- ルパン三世（2015年 - 2016年、ナディーン）

2016年
- ユーリ!!! on ICE（小田垣香奈子、イザベラ・ヤン）

2018年
- メルヘン・メドヘン（十三人委員会）

2019年
- フルーツバスケット（生徒、弔問客）

2021年
- 呪術廻戦（2021年 - 2023年、東堂葵〈小3〉、一般人、官公庁職員） - 2シリーズ
- MARS RED（母親、英国淑女A）
- ブルーピリオド（大葉真由）

2023年
- もののがたり（薬研）
- それいけ!アンパンマン（ネコ美）

2024年
- 七つの大罪 黙示録の四騎士（市民）
- ぶっちぎり?!（真宝の親戚、男子小学生A）
- ハイガクラ（何仙姑）
- カミエラビ

2025年
- 謎解きはディナーのあとで（藤倉美奈子）

### 劇場アニメ
- ルパン三世 THE FIRST（2019年、妻）
- 雨を告げる漂流団地（2022年、男子生徒）
- アイカツ！ 10th STORY ～未来へのSTARWAY～（2023年、ひろこ）
- 窓ぎわのトットちゃん（2023年、駅員）
- 劇場版 オーバーロード 聖王国編（2024年）

### Webアニメ
- 幼なじみのカルボウ（2024年、キノココ[17]）

### ゲーム
- パンヤシリーズ（セシリア）
- ブレイブリーデフォルト（2013年、エレオノーレ）
- 黒い砂漠 （2014年、アイザ 他）
- 白猫プロジェクト（2014年、カジャ）
- ブレイブリーセカンド（2015年、エレオノーレ）
- 姫王と最後の騎士団（2015年）
- エアリアルレジェンズ（2017年、孫尚香、大筒木コトネ 他）
- キングダム ハーツIII（2019年）
- エゴエフェクト:フラクタス（2021年、ソフィア）

### 吹き替え

#### 映画
2014年
- アメイジング・スパイダーマン2（ジェシカ・エイボー）
- 恋人まで1%（アラーナ〈アディソン・ティムリン〉）
- ジゴロ・イン・ニューヨーク（セリマ〈ソフィア・ヴェルガラ〉）
- 皆殺しの流儀（テイラー）

2016年
- シェーン（トーチ夫人）※スター・チャンネル版
- センソリア/死霊の館（エルザ・ウルマン）
- ローグ・ワン/スター・ウォーズ・ストーリー（パムロ議員）

2017年
- パディントン2（自転車女性 他）
- キング・アーサー（マギー〈アナベル・ウォーリス〉）
- ザ・キング・アーサー外伝（モーガナ）
- フィフティ・シェイズ・ダーカー（リズ）

2018年
- デトロイト（ブライヤー）
- プーと大人になった僕
- ボンジュール、アン（スザンヌ）

2019年
- ジョーカー（若いペニー〈ハンナ・グロス〉）
- テッド・バンディ（キャロル・アン・ブーン〈カヤ・スコデラリオ〉）
- ナンシー・ドリューと秘密の階段（ハンナ）
- マネー・ピット（エステル〈モーリン・ステイプルトン〉）※VOD版
- わんわん物語（セーラ〈イヴェット・ニコール・ブラウン〉）

2020年
- イエスタデイ（キャロル〈ソフィア・ディ・マルティノー〉）
- 虐待の証明（チュ・ミギョン〈クォン・ソヒョン〉）
- キャメラを止めるな!（ロラ〈アニエス・ウーステル〉）
- ゴリラのアイヴァン（ヘレン〈ハンナ・ボーン〉）
- 猫のルーファスと魔法の王国（リリス）
- フッド: ザ・ビギニング（平民女性2）
- マザーレス・ブルックリン（ジュリア・ミナ〈レスリー・マン〉）
- 魔女がいっぱい（サオワールス〈オーラ・オルーク〉）
- マペットの夢みるハリウッド（カミラ、マデリーン・カーン、キャロル・ケイン、ロードの秘書〈クロリス・リーチマン〉）※Disney+版

2021年
- 悪魔のビンゴカード
- ガンズ・アキンボ（エフィー〈レイチェル・オフォリ〉）
- 消えない罪（ワンダ）
- グッド・オン・ペーパー（CA 他）
- 007/ノー・タイム・トゥ・ダイ（マドレーヌの母親）
- ファザーフッド（バーンズ、フィオナ）
- ブリング・ミー・ホーム 尋ね人（ギョンジャ、インスク 他）
- プロジェクトV
- ロスト・ドーター（カリー〈ダグマーラ・ドミンスク〉）

2022年
- スティルウォーター（ネジマ）
- 戦慄のリンク（スー・シャオジン〈ワン・マンティ〉）
- でっかくなっちゃった赤い子犬 僕はクリフォード（コレット〈ジェシカ・キーナン・ウィン〉）
- マーベル・シネマティック・ユニバース
  - ソー:ラブ&サンダー（2022年、グレース）
  - アントマン&ワスプ:クアントマニア（2023年、女性警官）
  - キャプテン・アメリカ:ブレイブ・ニュー・ワールド（2025年、女性記者D）
  - ファンタスティック4:ファースト・ステップ（2025年）

- THE BATMAN-ザ・バットマン-（警察官 他）
- ピノキオ
- ファンタスティック・ビーストとダンブルドアの秘密（ヴィセンシア・サントス〈マリア・フェルナンダ・カンディド〉）
- ムーンフォール（カレン）
- ナイト・ハウス（ベッキー）

2023年
- アイズ・オン・ユー
- エブリシング・エブリウェア・オール・アット・ワンス
- カサンドロ リング上のドラァグクイーン
- 刑事ジョン・ルーサー: フォールン・サン
- ザ・フラッシュ（ニュース女3）
- Smile スマイル
- MEG ザ・モンスターズ2（マシン音声女）
- 楊貴妃 レディ・オブ・ザ・ダイナスティ（武恵妃）
- Branded 〜烙印〜
- ボイリング・ポイント/沸騰（ソフィア〈ガラ・ボテロ〉）
- レッド・スネイク（マザー・サン）

2024年
- アクアマン/失われた王国（ニュース女1）
- リトル・マーメイド（ペルラ〈ロレーナ・アンドレア）
- 運び屋（判事）※BSテレ東版
- マダム・ウェブ
- ドミノ（セラピスト〈ニッキー・ディクソン〉）
- オッペンハイマー（シャーロット・サーバー〈ジェシカ・エリン・マーティン〉）
- ルー、パリで生まれた猫（イザ〈リュシー・ローラン〉）
- ビートルジュース ビートルジュース（ナディア）
- ジョーカー:フォリ・ア・ドゥ（陪審長女）
- ザ・キラー/ジョン・ウー 暗殺者の挽歌（チーマイ〈アンジェルス・ウー〉）

2025年
- リロ&スティッチ
- スーパーマン（ジェソップ）

#### ドラマ
- アメリカン・クライム・ストーリー（スーザン 他）
- アンブレラ・アカデミー（グレース〈ジョーダン・クレア・ロビンス〉）
- アガサ・オール・アロング（ジェニファー・ケール）
- 梨泰院クラス（女医 他）
- インコーポレイテッド（ダイアナ）
- NCIS: ニューオーリンズ（ドクター、ジュールス）
- エミリー、パリへ行く（カミーユ）
- ギャップ・ザ・シリーズ（ノイ〈スターティップ･ウティチャイパディット（Ampere）〉[44]）
- クイーンズ・ギャンビット（ジョリーン〈モーゼス・イングラム〉）
- グッド・オーメンズ（汚染）
- クラリス（レベッカ、エリン）
- グランド・アーミー（ニコール、アントワネット 他）
- クリミナル・マインド FBI行動分析課（ジーナ、エリザベス、サンディ、リザ、シャープ捜査官、リンジー・ヴォーン〈ジーア・マンテーニャ〉）
- クリミナル・マインド 国際捜査班（シャー、ローラ）
- GRIMM/グリム（キャロル）
- 原潜ヴィジル 水面下の陰謀（ティファニー・ドカティ大尉〈アンジリ・モヒンドラ〉）[45]
- ゴッドファーザー・オブ・ハーレム（レネー）
- コブラ会（カルメン、ケニー）
- ザ・クラウン（アン）
- サバヨミ大作戦!（シーシー）
- ザ・マペッツ・メイヘム（ティナ、スザンナ・ホフス）
- ザ・ルーキー 40歳の新米ポリス!?（マーサ）
- ジェーン・ザ・ヴァージン（ルシアナ、パトリシア 他）
- 私立探偵マグナム（少年〈弟〉、ヘレン）
- SCORPION/スコーピオン（ジェーンウェー、ウッドロー）
- スノーピアサー（ザラ）
- スハウエンダム 〜12の疑惑〜（バウケ）
- ダイナスティ（イリス 他）
- THIS IS US/ディス・イズ・アス 36歳、これから（イヴェット 他）
- テッド・ラッソ:破天荒コーチがゆく（デボラ）
- DEUCE/ポルノストリート in NY（サンドラ）
- となりのサインフェルド（ヘレン 他）
- ナックルズ（ウィロビー〈エリー・テイラー〉）
- HEROES REBORN/ヒーローズ・リボーン（ジャニス 他）
- FARGO/ファーゴ（ビュエル）
- ファーストレディ（メル[46]）
- フィアー・ザ・ウォーキング・デッド（グレース）
- フュード/確執 ベティ vs ジョーン（ポーリーン）
- ブラック・サマー: Zネーション外伝（母親）
- THE BLACKLIST/ブラックリスト3（受付女性）
- ベイカー街探偵団（シスター・アンナ）
- 窓際のスパイ（ルイーザ・ガイ〈ロザリンド・イレーザー〉）
- MANIFEST/マニフェスト（シルヴィア）
- 真夜中のミサ（ミルドレッド）
- マラドーナ 〜夢をつかんだ神の子〜（ジャジータ）
- ミズ・マーベル（ファリハ）
- メディア王 〜華麗なる一族〜（カロリーナ）
- モスキート・コースト（ジョーンズ）
- ラストサマー（ケリー）
- LOVE（ショーン、アリ 他）
- リミットレス（エレン・カン）
- LEFTOVERS/残された世界（マリリン 他）
- LAW & ORDER:UK（サラ）
- ロスト・イン・スペース（アマンダ、キノシタ医師 他）
- ワンス・アポン・ア・タイム（グィネヴィア）
- ワンダヴィジョン（グッドナー）

#### テレビ番組
- ナチス権力者:究極の悪

#### アニメ
- アングリーバード2（ピンキー）
- おさるのジョージ
- カンフー・パンダ3（メスガン1 他）
- 白雪姫の赤い靴と7人のこびと（レジーナ）
- スパイダーマン:フレンドリー・ネイバーフッド（リンカーン夫人）
- トッツ とべ! あかちゃん おとどけたい（キャプテン・ビークマン）
- トムとジェリー カウボーイ・アップ!
- トランスフォーマー:ウォー・フォー・サイバトロン・トリロジー（ブラックアラクニア）
- トロールズ・ミニムービー（学長）
- パグ・パグ・アドベンチャー（トリクシー）
- バンピリーナとバンパイアかぞく（ミルウィード）
- ヒルダの冒険（ヴァイキング）
- モンスター・ホテル 変身ビームで大パニック!（女性リポーター、自動音声）
- ラーヤと龍の王国
- 龍族 -The Blazing Dawn-（ルー・ミンファイのおば）
- LEGOスーパー・ヒーローズ: フラッシュ（市長）
- ワールド・オブ・ウィンクス シーズン2（女王）
- 私ときどきレッサーパンダ（リリー 他）

### ボイスオーバー
- あいつ今何してる?
- アクセル全開! オート・マニアック
- あさイチ
- 怪しい伝説
- アンソニー世界を駆ける
- ウーマン・オブ・インパクト
- F1伝説:ハントVSラウダ
- 怪物魚を追え!
- 解明:宇宙の仕組み
- 起業チャレンジ!覆面ビリオネア リターンズ
- 奇跡のキャラカブリー!〜72億分の2〜
- キャッスル
- 教科書にのせたい!
- 仰天!奇跡の古代技術
- 仰天!不思議プラネット
- コーラ・ウォーズ
- サタデープラス
- ザ・山男（ナンシー、ベン 他）
- 食品産業に潜む腐敗 ROTTEN（チェルシー・ウィリアムズ 他）
- 真相報道 バンキシャ!
- ストーリー・オブ・ゴッドWITHモーガン・フリーマン
- 世界の村で発見! こんなところに日本人
- 戦争を終わらせるために…幻の潜水艦 伊400型全貌
- 空のハシゴ:ツァイ・グオチャンの夜空のアート
- 超頭脳トレード
- DJモノフェスタ『フィベールピロープレミアムリッチ』
- 中居正広のスポーツ! 号外スクープ狙います
- 中居正広のミになる図書館
- NASA超常現象ファイル
- ナニコレ珍百景
- なるほど!ザ・ワールド2015 秋
- 遥かなる琉球 海洋王国の記憶を追う
- BS世界のドキュメンタリー
  - 「ナチスのファーストレディー」（ハイケ）
  - 「世界一豪華な刑務所」
- ビーバー・ブラザーズ
- ヒトラーを追跡せよ! 浮かび上がった亡命説
- 不可思議探偵団
- ホーキングが語る幹細胞と再生医療
- ホーキング、生涯を語る
- 魔女たちの22時
- マネーの神が降りてきた!!
- MOVE
- 名車発掘チーム CARチェイサーズ
- モーターシティの改造集団 デトロイトスティール（パム）
- 私の何がイケないの?
- わんニャン倶楽部〜動物と楽しく暮らそう〜

### テレビ番組
- Rの法則
- 美しい隣人 PR番組
- 夏目の定点観測
- ブロサー

### ナレーター
- 愛される?嫌われる?マナーの分かれ道!
- アメーバCG
- アメーバピグ
- 有田とマツコと男と女
- 岩佐美咲CD発売 SPOT
- おとなの修学旅行「秋川雅史が行く 神が宿る山陰・山陽の旅」
- クロカンTV
- SONオンラインマラソン in トヨタフェスティバル
- となりの革命家
- トヨタ「からくり工作動画」
- 日本ユニシス
  - 「スマートトランスポート」
  - 「スペクティープロ」
- BF会議
- ふるさとづくり大償
- ブロサー
- ルーヴル美術館展ミニ番組

### パチンコ・パチスロ
- CR 春一番（ナレーター、バニーはるりん）

### 舞台
- ありがとう!グラスホッパー（公演影ナレーション）

### シリーズ一覧
1. ↑  第1期（2021年）、第2期『懐玉・玉折/渋谷事変』（2023年）